# Seán Murray
Seán Murray (* 15. Juni 1898 in Cushendall, County Antrim; † 26. Mai 1961 in Belfast) war ein irischer kommunistischer Politiker.

## Leben
Murray war von Beruf Bauarbeiter. Er war ab 1917 in der irischen Befreiungsbewegung aktiv. Während des Irischen Unabhängigkeitskrieges kommandierte Murray das IRA-Bataillon von Antrim. Ab 1922 war er Mitglied der anti-treaty IRA. Von 1928 bis 1931 besuchte Murray die Internationale Lenin-Schule in Moskau. Zwischen 1931 und 1933 war er Organisator der Revolutionären Arbeitergruppen (Revolutionary Workers’ Groups, RWG). 1933 gehörte er zu den Mitbegründern der Kommunistischen Partei Irlands (Communist Party of Ireland, CPI) und war deren Generalsekretär von 1933 bis 1940.
Murray nahm 1935 am VII. Weltkongress der Komintern teil. Von 1941 bis 1960 war er Generalsekretär der neugegründeten Kommunistischen Partei Nordirlands (Communist Party of Northern Ireland, CPNI) und 1960/61 deren Vorsitzender.

## Schriften
- The Irish Case for Communism. Dublin 1933.
- Ireland’s Path to Freedom. Manifesto of the Communist Party of Ireland (PDF; 1,2 MB). Dublin 1934.